# Breitenau (Francia)
Breitenau è un comune francese di 306 abitanti situato nel dipartimento del Basso Reno nella regione del Grand Est.

## Società

### Evoluzione demografica
Abitanti censiti